# Fosfato di calcio
Il fosfato di calcio è il sale di calcio dell'acido fosforico. A temperatura ambiente si presenta come un solido bianco inodore.

## In natura

### Mineralogia
I minerali del fosfato di calcio sono i tre generi di apatite. È inoltre possibile trovare il calcio legato, oltre che allo ione fosfato PO3−4 e ad altri composti come F, Cl, OH nell'apatite o P2O5, anche all'anione difosfato P2O4−7.
Raramente si trova puro in natura e i suoi minerali sono stati rinvenuti in Marocco, Israele, Egitto, Filippine e altri paesi, oltre a tracce sulla Luna.

### Viventi
È chiamato anche "cenere d'ossa", essendo uno dei principali prodotti della combustione delle ossa. Rappresenta circa il 60% della matrice del tessuto osseo e dei denti, rappresentato sotto forma di micro cristalli di idrossiapatite.
È inoltre uno dei componenti principali del guscio delle conchiglie.

## Sintesi
Il fosfato di calcio può essere sintetizzato a partire da ossido di calcio e acido fosforico:
3CaO(aq) + 2H3PO4(aq) → Ca3(PO4)2↓ + 3H2O

Si trova spesso nelle vasche di salamoia per uso alimentare, dove precipita come tipica incrostazione bianca.

## Usi
Il fosfato di calcio ha molteplici utilizzi, e spesso viene ricavato dai minerali che lo contengono.

### Uso alimentare
- È utilizzato come antiagglomerante (E341).
- È utilizzato come agente lievitante (E341) nella produzione del formaggio.
- È utilizzato come integratore alimentare[4] per carenze di calcio, come il carbonato di calcio e il citrato di calcio. Si trova anche nel latte di bovino.[5]

### Industria
- È utilizzato come materia prima nella produzione di acido fosforico e fertilizzanti (processo di Odda).
- È impiegato nella produzione della ceramica.

### Medicina
- È un antiacido, un integratore alimentare ed è impiegato anche in odontoiatria.
- È impiegato nella cura di difetti ossei o come sostituto a un innesto osseo quando un trapianto non è possibile.[6][7][8] Può essere impiegato da solo o in combinazione a materiali biodegradabili come l'acido poliglicosico[9] o a materiali autoleganti per innesti ossei.[10][11]